# 向野橋
向野橋（こうやばし）は、愛知県名古屋市中村区長戸井町1丁目、中川区百船町にある東海旅客鉄道（JR東海）名古屋車両区などをまたぐ跨線橋。「向野跨線橋」、「向野跨線道路橋」、「かまぼこ陸橋」とも呼ばれる。かつては道路橋であったが、橋の老朽化に伴い、2002年に歩行者専用となった（但し原動機付自転車は通行可）。

## 概要
1930年（昭和5年）、当時の日本国有鉄道（国鉄）名古屋機関区設置時に設けられた。
この橋のトラス橋部分は1899年（明治32年）、京都鉄道によって保津川橋梁として京都の保津川に架橋されたもので、米国A&Pロバーツ社で製造された。
架橋当時は日本最長であった支間長は保津川下りに配慮したものであったという。
1906年（明治39年）、京都鉄道が国有化されると路線は山陰本線（旧線）となったが、1922年（大正11年）4月3日、保津川橋梁で列車の脱線転覆事故が発生。損傷を受けた橋は修理されて再び使用されたのち1928年（昭和3年）に架け替えられ、旧橋は現在地に移設された。現在も橋桁の一部に当時の修理跡が残っている。
かつては橋梁中央部上に照明灯を載せた櫓が建てられていた。
2011年（平成23年）10月17日には、名古屋市の認定地域建造物資産に認定された。
2016年（平成28年）に土木学会選奨土木遺産に選ばれる。

## 諸元
- 橋長：119m
- 橋幅：5.5m
- 下路式曲弦プラットトラス（ピントラス）：85.3m（1連）
- 下路式プレートガーダー：架け違い式

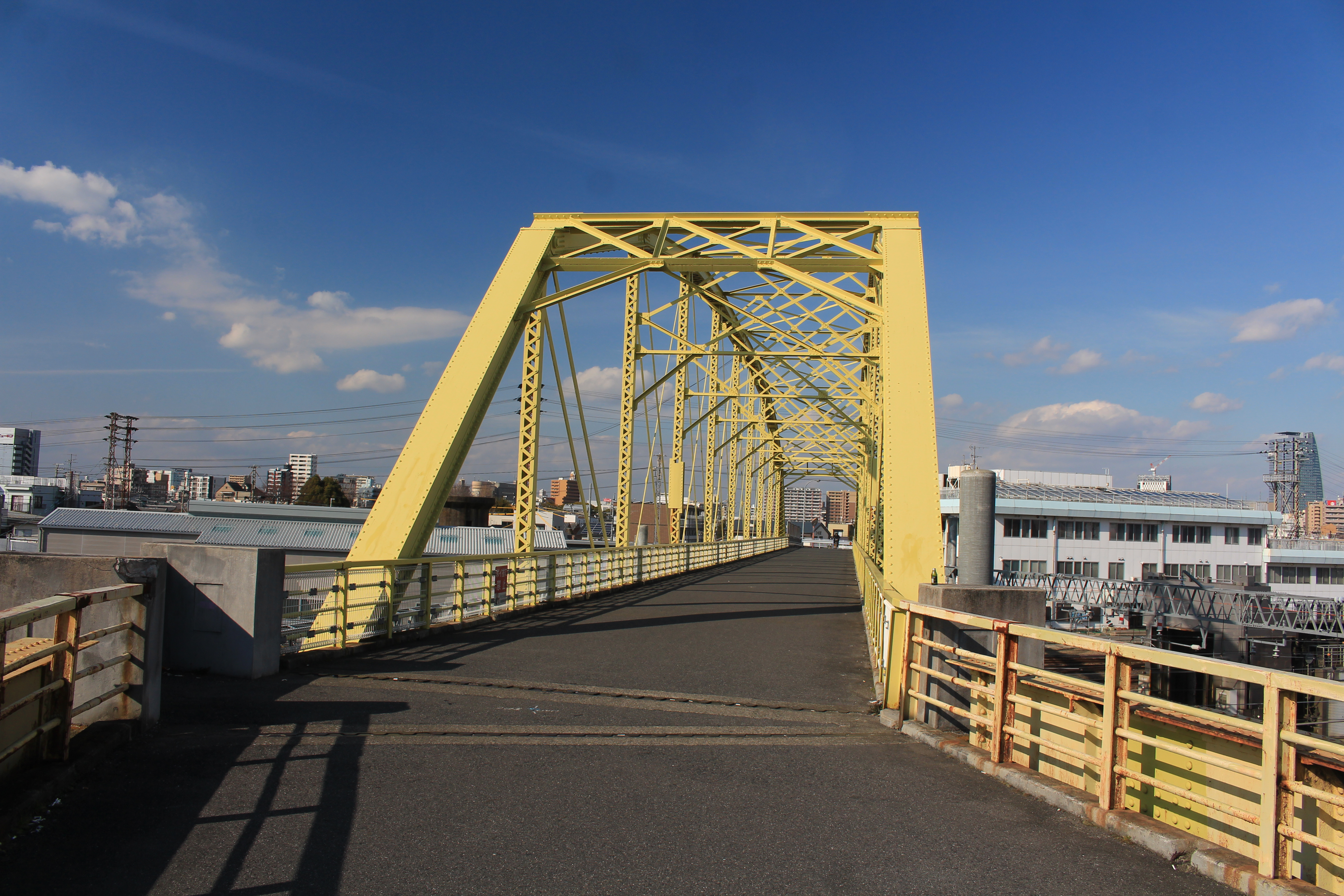
南側から望む向野橋 橋幅は5.5m
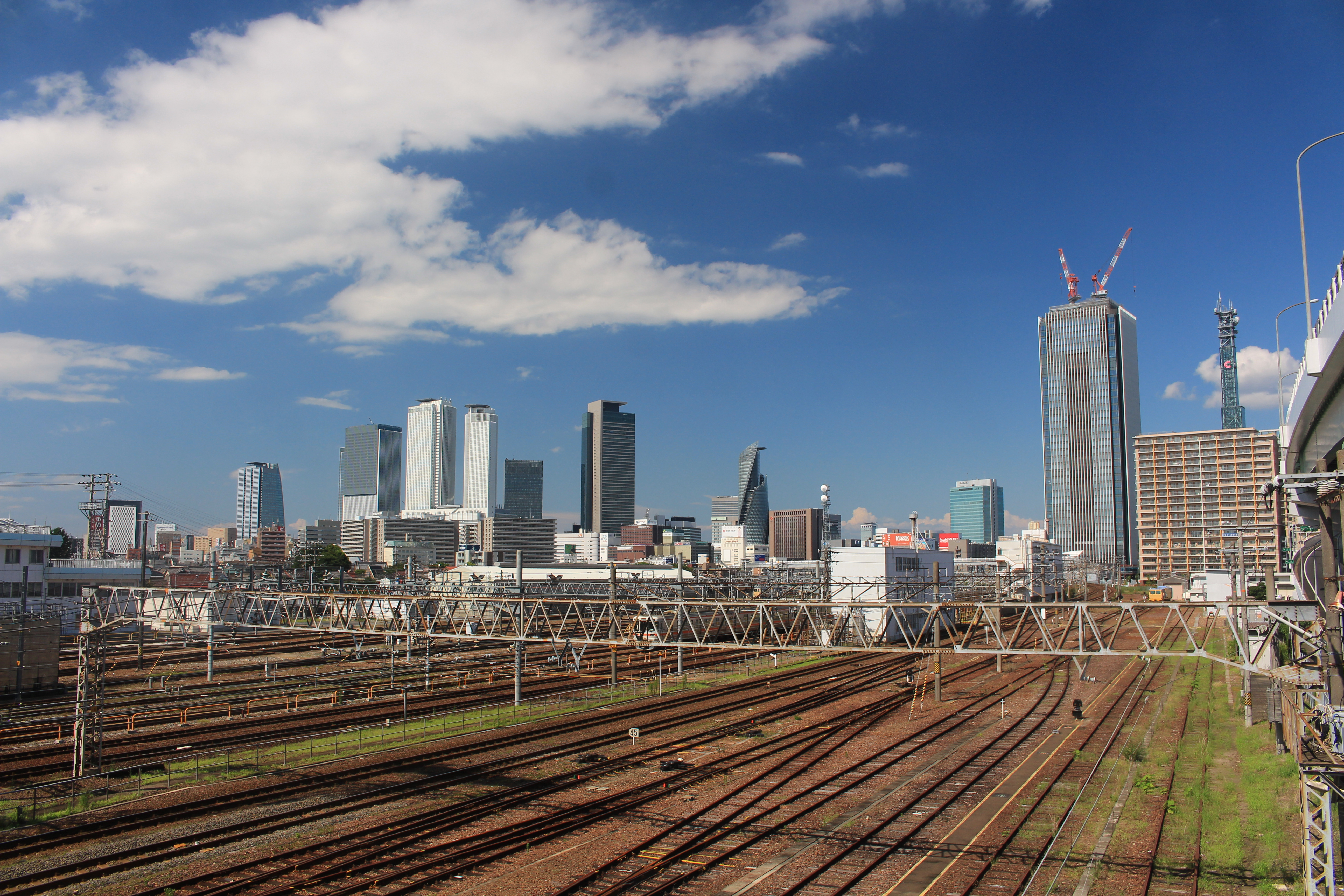
向野橋から望む名駅とグローバルゲート方面の眺望